# Bożena Alesso
Bożena (Żena) Alesso (Alekso) wł. Bożena Kazimiera Alekso (ur. 21 grudnia 1912 w Poznaniu, zm. 1 marca 2010 w stanie Illinois) – polska tancerka oraz aktorka teatralna i filmowa.

## Życiorys
W dzieciństwie mieszkała wraz z rodziną w Poznaniu, Toruniu i Warszawie. Po powrocie do Poznania uczyła się akrobatyki u swojego wuja Witolda Herbsta. Jak sama utrzymywała, debiutowała na scenie jako czternastolatka, choć pierwsze wzmianki prasowe na jej temat pochodzą z 1931 roku. W latach 20. XX wieku uczęszczała do szkoły filmowej Michała Machwica.
W 1931 roku występowała najpierw w poznańskim teatrze Metropolis, a następnie przeniosła się do Warszawy, gdzie - jako Bożena Alesso - została członkinią zespołu teatru Morskie Oko. W kolejnych latach występowała w stołecznych teatrach i rewiach: Wesołe Oko, Kameleon (1932), Morskie Oko (1932-1933), Hollywood, Colosseum (1934) oraz Wielka Rewia (1935). W tym okresie tańczyła m.in. w parze z Jerzym Neyem. Następnie była członkinią zespołów: Teatru 8:15 (1936) oraz Tacjanny Wysockiej, z którym w 1937 roku wsytępowała w Paryżu. Po powrocie tańczyła w przedstawieniu operowym "Legenda Bałtyku" w warszawskim Teatrze Wielkim oraz stanęła na czele zespołu tancerek w rewii "Dla Ciebie, Warszawo!", wystawianej w teatrze Wielka Rewia (1938). Od 1938 roku należała również do Polskiego Baletu Reprezentacyjnego pod kierownictwem Leona Wójcikowskiego, z którym wystąpiła m.in. we Francji, Belgii, Luksemburgu oraz w Nowym Jorku w ramach Wystawy Światowej (1939).
Jako akrobatka, została zapamiętana z numerów, w których prezentowała swoje niepospolite umiejętności. Występując z Janem Wojcieszką wyskakiwała z pudła do kapelusza lub z wózka dziecięcego. W innym z przedstawień, wykonywanych wraz z Elżbietą Antoszówną, obie tancerki - jaki pisano w 1932 roku w tygodniku "Kino" - „splotami rąk i nóg, świetnie wygimnastykowanych znakomicie naśladowały wężowe ruchy ośmiornicy”. 
Podczas II wojny światowej pozostała w Warszawie, występując m.in. w jawnym Teatrze Miasta Warszawy. Krótko przed wybuchem powstania warszawskiego, wyjechała do Monachium, gdzie po zakończeniu wojny występowała m.in. dla żołnierzy amerykańskich. Następnie wyjechała do Kanady, gdzie w latach 50. XX wieku wyszła za ukraińskiego tancerza Wasyla Sonycha. Oboje tworzyli duet taneczny The Valenos – Beatrice i Bill Valenos, występując m.in. w maju 1962 roku w programie telewizyjnym "The Ed Sullivan Show". Od końca lat 60. oboje zamieszkali w Toronto, a kilka lat później Bożena Alesso zakończyła karierę taneczną wskutek odniesionej kontuzji. W kolejnym okresie zajmowała się prowadzeniem szkoły tańca oraz malarstwem. W 1988 roku sprzedała dom w Kanadzie i wyjechała do Stanów Zjednoczonych, gdzie zmarła. 
Przed małżeństwem z Wasylem Sonychem, Bożena Alesso była dwukrotnie mężatką. W 1936 roku zawarła związek małżeński z urzędnikiem Marianem Suchcickim, w odniesieniu którego sąd niemiecki orzekł o rozwodzie w 1943 roku. Następnie wyszła za aktora niemieckiego o pseudonimie Los (prawdopodobnie Horst-Werner Loos), z którym również rozwiodła się po kilku latach.

## Filmografia
- Pieśniarz Warszawy (1934) - tancerka w teatrze
- Jego wielka miłość (1936) - kobieta w loży

Źródło:Film Polski